# Главичица
Главичица (алб. Gllaviçicë) је насељено место у општини Пећ, на Косову и Метохији. Према попису становништва из 2011. у насељу је живело 193 становника.

## Становништво
Према попису из 2011. године, Главичица има следећи етнички састав становништва:
| Националност | 2011.        |
| Албанци      | 193 (100,0%) |
| Укупно       | 193          |

| Демографија | Демографија | Демографија |
| Година      | Становника  | Становника  |
| ----------- | ----------- | ----------- |
| 1948.       | 451         |             |
| 1953.       | 463         |             |
| 1961.       | 508         |             |
| 1971.       | 639         |             |
| 1981.       | 530         |             |
| 1991.       | 438         |             |
| 2011.       | 193         |             |